# Castelo Newark

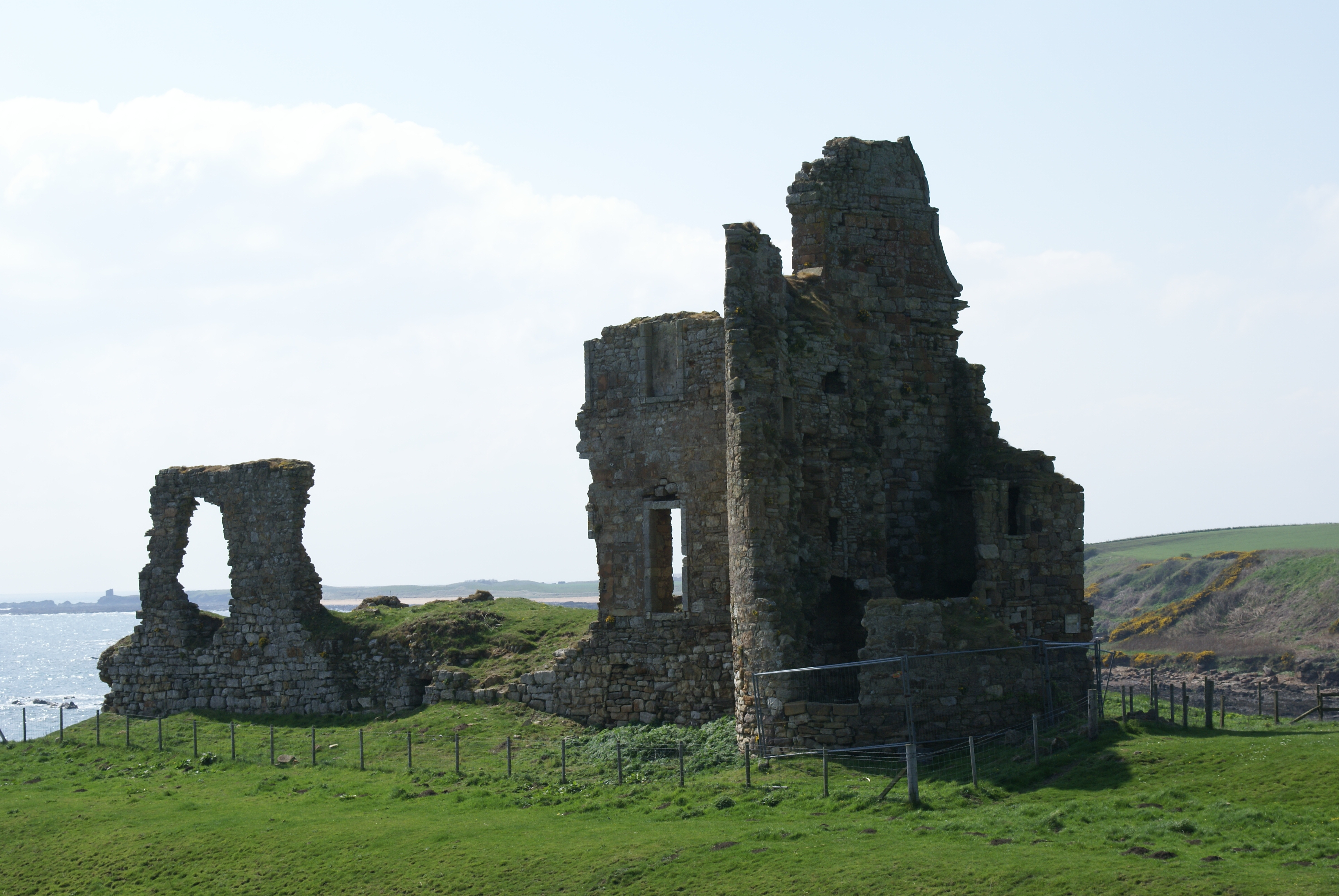
Castelo Newark, Escócia.

O Castelo Newark (em inglês:  Newark Castle) é um castelo atualmente em ruínas localizado em St. Monance, Fife, Escócia.
Encontra-se classificado na categoria "B" do "listed building" desde 1 de março de 1984.